# プサエウス
プサエウス (ラテン語: Pusaeus fl. 465年–467年) は、ローマ帝国の政治家。全名をフラウィウス・イッルストリウス・プサエウス(ラテン語: Flavius Illustrius Pusaeus)とする場合もある。

## 生涯
プサエウスは、アレクサンドリアで新プラトン主義の哲学者プロクロスに学んだ。同門にはパンプレピウス（異教徒の詩人で後にイッルスの反乱を支持）、マルケッリヌス（マギステル・ミリトゥムまで出世し、後にイリュリクムで半独立勢力を形成）、アンテミウス (執政官を経て西ローマ皇帝に就任)、メッシウス・ポエブス・セウェルス (西ローマ帝国の執政官、プラエフェクトゥス・ウルビ)がいる。
465年、プサエウスはプラエフェクトゥス・プラエトリオ・オリエンティス（オリエンス道長官）に就任した。467年に旧友アンテミウスが西ローマ皇帝になると、同僚執政官に就任した。アンテミウス帝期には東西両帝国が協調して執政官を選んでいた。
コンスタンティノープルの城壁第5塔付近にある、ラテン語の文章をギリシア語が取り囲むように書かれた碑文には「プサエウス、偉大なるアンテミウスにも劣らぬ者が、塔と城壁を補強した。」と記されている。